# Collandres-Quincarnon

Collandres-Quincarnon este o comună în departamentul Eure, Franța. În 1 ianuarie 2022 avea o populație de 254 de locuitori.